# Cheval effrayé par l'orage (Delacroix)
Pour les articles homonymes, voir Cheval effrayé par l'orage.
Cheval effrayé par l'orage (également nommé Le Cheval blanc effrayé par l'orage) est un tableau à l'aquarelle peint sur papier par Eugène Delacroix entre 1824 et 1829 (probablement en 1824), considéré comme « l'un des sommets de la peinture romantique européenne ».

## Description
Il représente un cheval blanc sur fond de mer déchaînée et de ciel orageux. 

## Influences
Ce tableau est probablement inspiré du Cheval effrayé par l'orage, peint par Théodore Géricault pendant son séjour en Angleterre.

## Parcours du tableau
Cette aquarelle fut donnée par Delacroix au Baron Schwiter. Le collectionneur Pál Majovszky en fait don en 1934 au musée des Beaux-Arts de Budapest. 
Ce tableau est confié à la Réunion des musées nationaux pour l'exposition donnée à Paris en 1963 à l'occasion du centenaire de la mort de Delacroix.